# Ферментований тофу

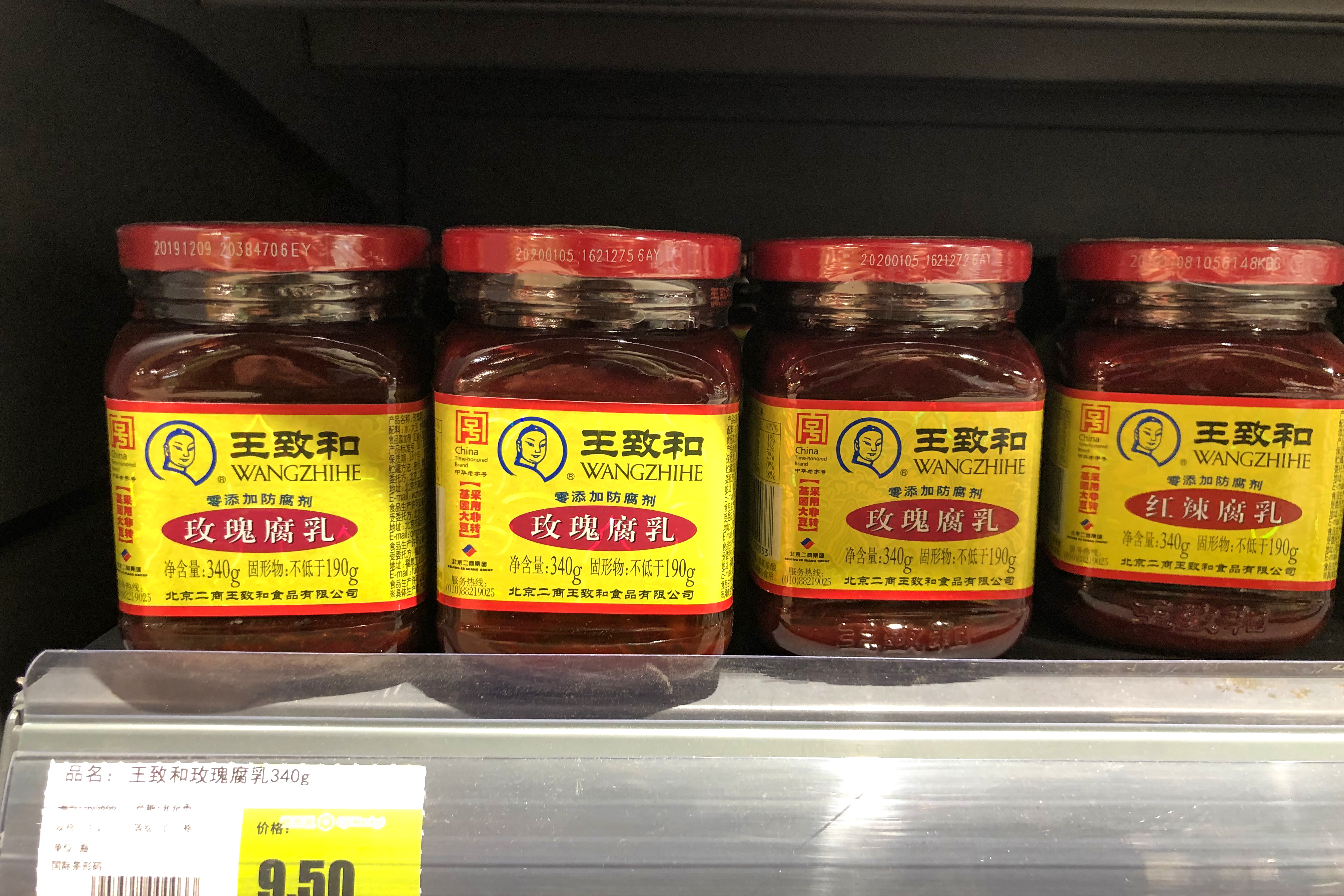
Ферментований тофу зі смаком троянди (玫瑰腐乳)

Ферментований тофу (також званий ферментованим бобовим сиром або консервованим тофу) є китайською приправою, що складається з форми обробленого консервованого тофу, який використовується в східноазійській кухні. Зазвичай інгредієнтами є соєві боби, сіль, рисове вино та кунжутна олія або оцет. У закордонних китайських громадах, які живуть у Південно-Східній Азії, комерційно упаковані версії часто продаються в банках, що містять квадратні блоки 2-4 см на 1 на 2 см товщини, замоченої в розсолі з ароматизаторами. 

## Історія
Відповідно до Compendium of Materia Medica 1596 року, написаного китайським ерудитом Лі Шиженем під час династії Мін, створення соєвого сиру приписують принцу династії Хань Лю Аню (179 – 122 до н. е.), князю Хуайнаня. Виробництво почалося під час династії Хань у Китаї після його створення. 

### Використання в кулінарії

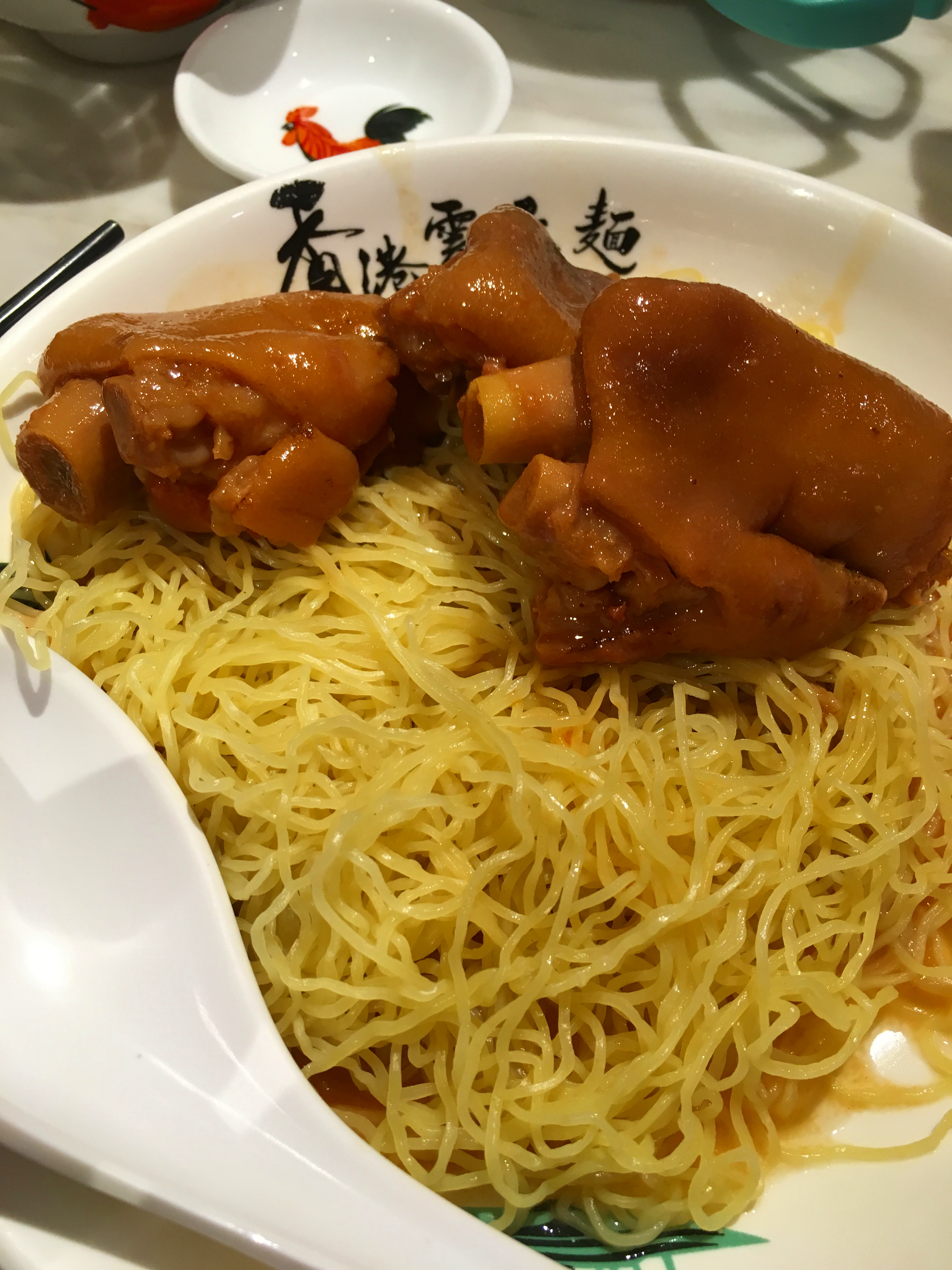
Локшина вонтон зі свинячими ракотицями, тушкованими з нам ю (тофу)

Ферментований тофу зазвичай використовується як приправа, поєднується в соусах для гарячого горщика або споживається на сніданок для ароматизації рису, каші, конджі або Еркуай. Зазвичай кілька кубиків поміщають у невелику миску. Потім шматки відламують від кубиків і вживають, заїдаючи кашею. Розсіл також можна використовувати для ароматизації. Ферментований тофу можна також додавати в невеликих кількостях разом із розсолом для ароматизації смажених або тушкованих овочевих страв (особливо зелених листових овочів, таких як водяний шпинат). У китайському регіоні Чаошань ферментований тофу є основним інгредієнтом, який використовується для приготування печива з начинкою, відомого як фуру бінг.

## Виробництво

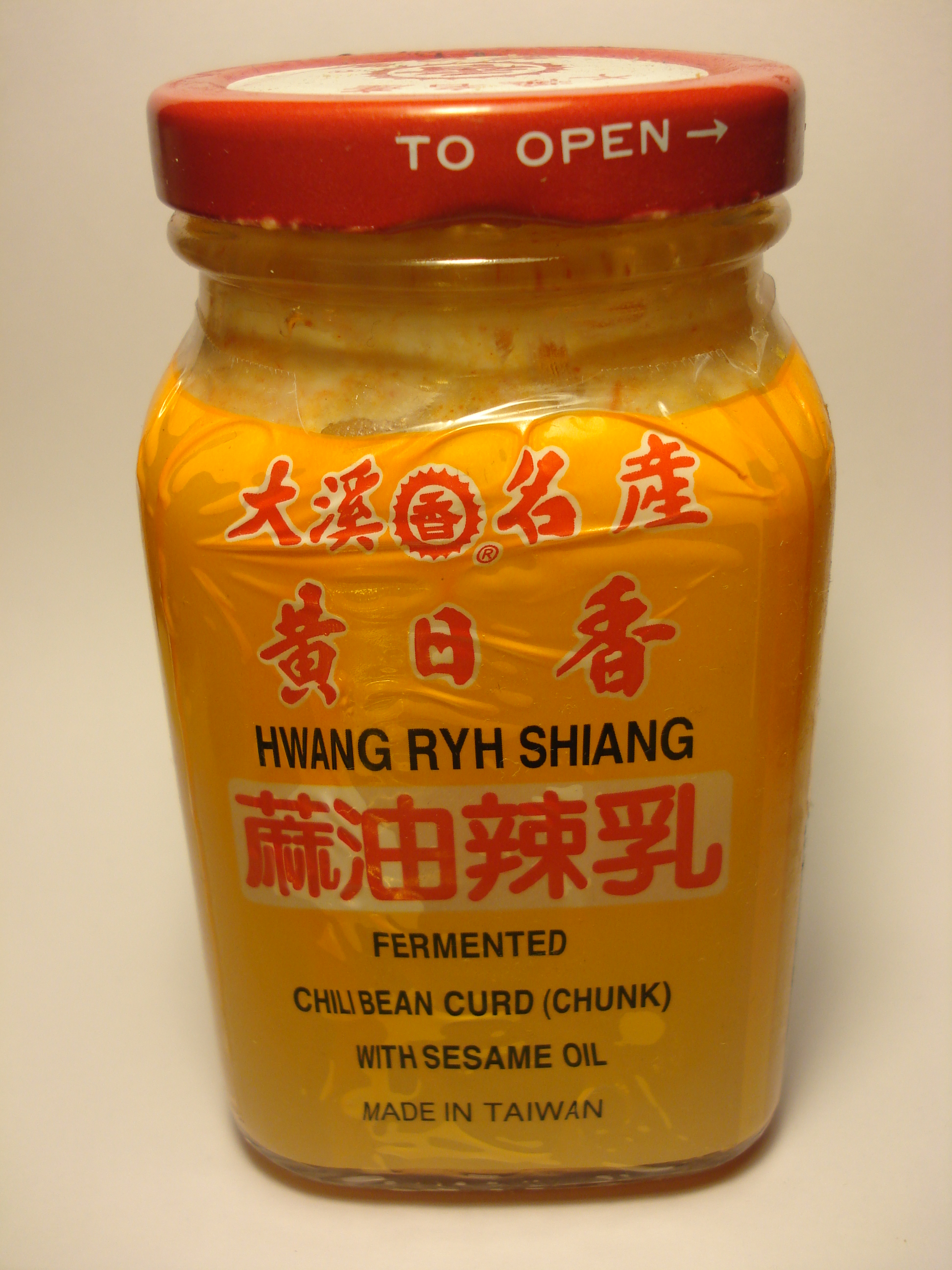
Типова скляна пляшка ферментованого сиру з тофу чилі

Щоб виготовити ферментований тофу, кубикам дають повністю висохнути на повітрі під сіном і повільно бродити від повітряних бактерій і грибкових спор. Комерційно доступний ферментований тофу виготовляється з використанням сухого твердого тофу, який був засіяний грибковими спорами Actinomucor elegans, Mucor sufu, Mucor rouxanus, Mucor wutuongkiao, Mucor racemosus або Rhizopus spp. Цей свіжо ферментований тофу відомий як «тофу з цвіллю» (霉豆腐 ).
Сухий ферментований тофу потім замочують у розсолі, зазвичай доповненому китайським рисовим вином, оцтом, перцем чилі чи кунжутною олією, або пастою з рису та соєвих бобів. У випадку з червоною ферментованим фоту для кольору додають червоний дріжджовий рис (вирощений на Monascus purpureus).  Ферментований тофу зазвичай продається в маленьких скляних баночках.